# Zone de Brillouin
Pour les articles homonymes, voir Brillouin.

Zone de Brillouin.

En mathématiques et en physique du solide, la première zone de Brillouin est définie de manière unique comme la maille primitive dans l'espace réciproque. Elle est définie par la même méthode que la maille de Wigner-Seitz dans le réseau de Bravais, et s'identifie à celle-ci dans l'espace réciproque. L'importance de cette première zone de Brillouin provient de la description en ondes de Bloch des ondes dans un milieu périodique, dans lequel il est démontré que les solutions peuvent être complètement caractérisées par leur comportement dans cette zone.
La première zone de Brillouin d'un nœud est définie comme le volume délimité par des surfaces issues de l'ensemble des points équidistants d'un nœud et de ses plus proches voisins. Une autre définition possible est que la première zone de Brillouin est l'ensemble des points de l'espace-k pouvant être atteints depuis l'origine sans croiser de plan de Bragg.
Il existe des zones de Brillouin d'ordre supérieur (2e, 3e, etc.) correspondant à la série de régions disjointes de l'espace (toutes de même volume) à des distances croissantes de l'origine, mais moins fréquemment utilisées. La première zone de Brillouin est par conséquent souvent appelée simplement zone de Brillouin. La définition de la n-ième zone de Brillouin est la suivante : ensemble des points pouvant être atteint depuis l'origine en croisant n − 1 plans de Bragg.
Un des concepts liés à la zone de Brillouin est celui de zone de Brillouin irréductible, comparable au concept de maille primitive, qui est la zone de Brillouin réduite par les symétries du groupe ponctuel de symétrie de la maille.
Le concept de zone de Brillouin fut développé par le physicien Léon Brillouin.

## Points critiques

Première zone de Brillouin de la maille cfc avec les points de haute symétrie

Certains points de haute symétrie revêtent un intérêt particulier : ils sont appelés points critiques. Le tableau qui suit en présente quelques-uns.
| Symbole                  | Description                                                               |
| ------------------------ | ------------------------------------------------------------------------- |
| Γ                        | Centre de la zone de Brillouin                                            |
| Cubique simple           |                                                                           |
| M                        | Milieu d'une arête                                                        |
| R                        | Sommet                                                                    |
| X                        | Centre d'une face                                                         |
| Cubique à faces centrées |                                                                           |
| K                        | Milieu d'une arête joignant deux faces hexagonales                        |
| L                        | Centre d'une face hexagonale                                              |
| U                        | Milieu d'une arête joignant une face hexagonale et une face carrée        |
| W                        | Sommet                                                                    |
| X                        | Centre d'une face carrée                                                  |
| Cubique centré           |                                                                           |
| H                        | Sommet joignant 4 arêtes                                                  |
| N                        | Centre d'une face                                                         |
| P                        | Sommet joignant trois arêtes                                              |
| Hexagonal                |                                                                           |
| A                        | Centre d'une face hexagonale                                              |
| H                        | Sommet                                                                    |
| K                        | Milieu d'une arête joignant deux faces rectangulaires                     |
| L                        | Milieu d'une arête joignant une face hexagonale et une face rectangulaire |
| M                        | Centre d'une face rectangulaire                                           |

Tous ces points sont liés par des directions, elles-mêmes décrites par des symboles. Ces descriptions sont particulièrement utilisées lors de la caractérisation des propriétés électroniques d'un solide, comme par les diagrammes de bandes électroniques.

## Source
- (en) Cet article est partiellement ou en totalité issu de l’article de Wikipédia en anglais intitulé « Brillouin zone » (voir la liste des auteurs).